# エクトモーフ
エクトモーフ（EKTOMORF）は、ハンガリー出身のグルーヴ・メタル・バンド。
ポスト・スラッシュメタル世代のグループの一つ。ブラジルのヘヴィメタル・バンド「セパルトゥラ」や「ソウルフライ」から強い影響を受けている。

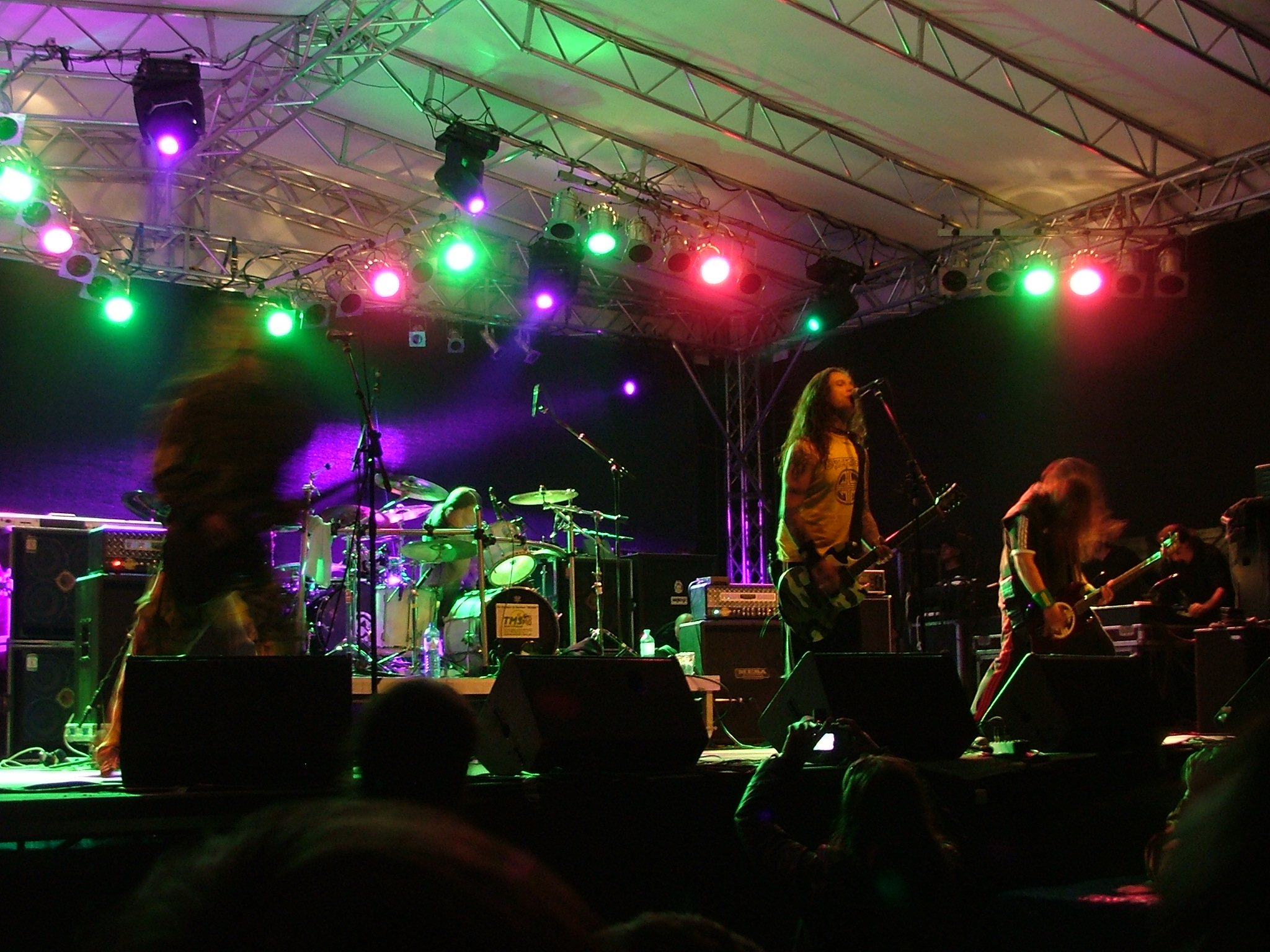
オーストリア公演（2007年9月）

## メンバー

### 現ラインナップ
- ゾルターン・ファルカシュ (Zoltán Farkas) – ボーカル、ギター (1994年- )
- アブリス・ハギャ (Ábris Hagya) – ギター (2021年- )
- クサバ・ザホラーン (Csaba Zahorán) – ベース (2018年- )
- アコス・コベラ (Ákos Kobela) – ドラム (2022年- )

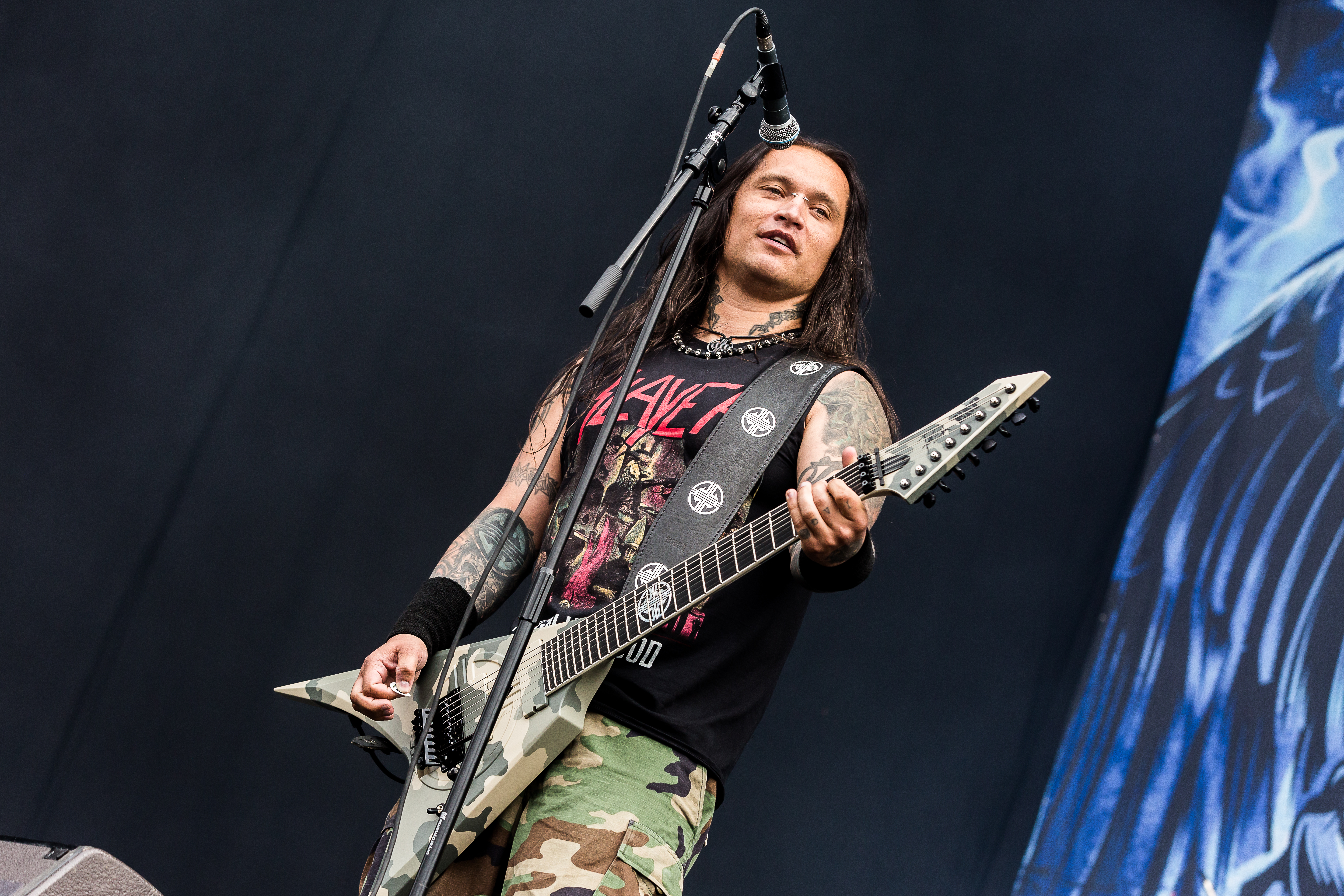
ゾルターン・ファルカシュ(Vo) 2018年
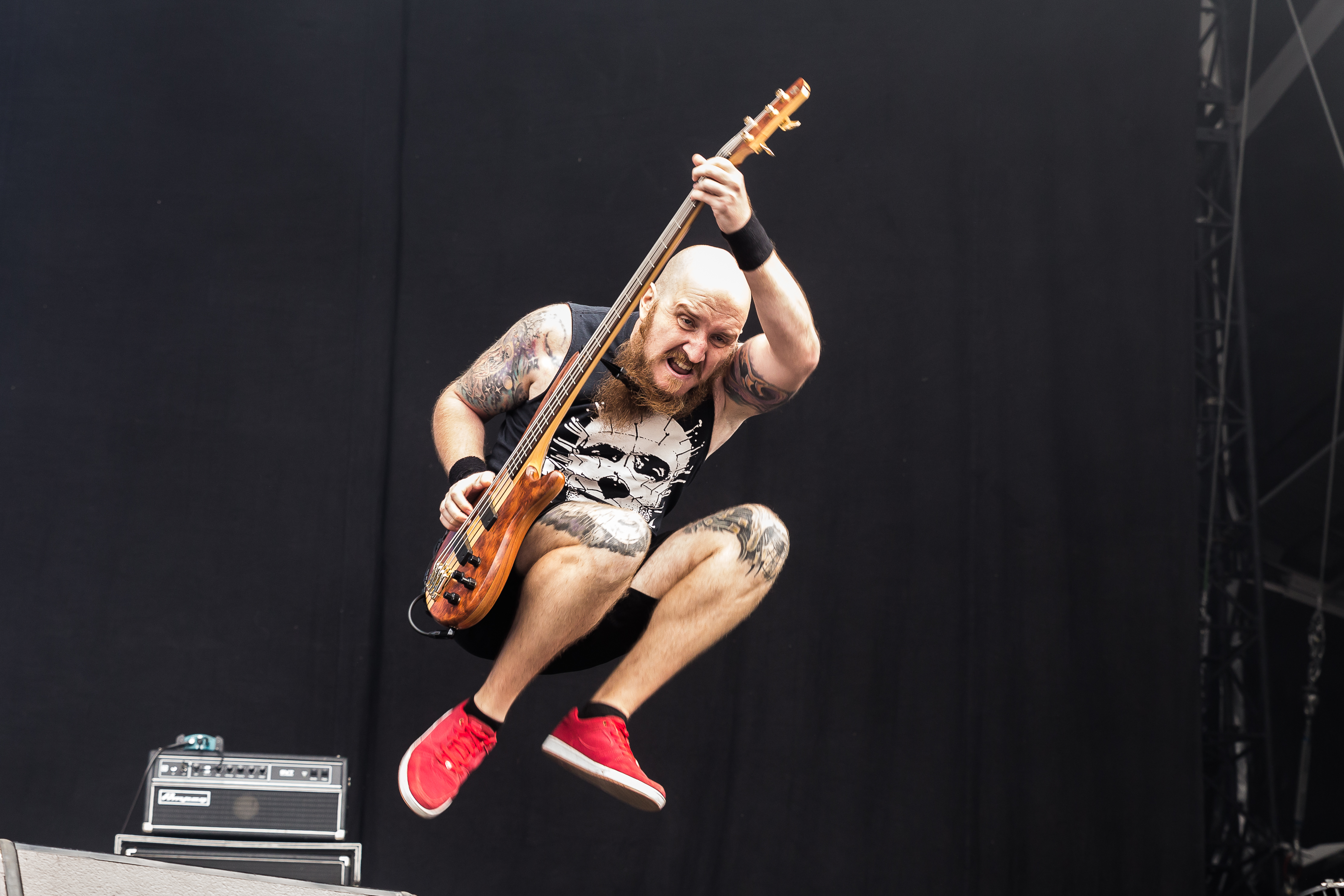
クサバ・ザホラーン(B) 2018年

### 旧メンバー
- クサバ・テルノバーン (Csaba Ternován) – ドラム (1994年–1998年)
- ベーラ・スタイナー (Béla Marksteiner) – ギター (1997年–1998年)
- ミハーイ・ジャノー (Janó Mihály "Müller" Janó) – ギター (1994年–1997年、1998年–2000年)
- ラズロ・コヴァーチ (László Kovács) – ギター (2000年–2002年)
- クサバ・ファルカシュ (Csaba Farkas) – ベース (1994年–2008年)
- ヨーゼフ・サカーチ (József "Joci" Szakács) – ドラム (1998年–2009年)
- ゲルゲイ・ホモッナイ (Gergely Homonnai) – ドラム (2009年)
- ゲルゲイ・タリン (Gergely Tarin) – ドラム (2010年–2011年)
- マイケル・ランク (Michael "Mike" Rank) – ギター (2010年–2012年)
- トーマス・シュロッター (Tamás Schrottner) – ギター (2003年–2010年、2012年–2017年)
- サボルチ・ムルヴァイ (Szabolcs Murvai) – ベース (2009年–2017年)
- ローベルト・ジャクサ (Róbert Jaksa) – ドラム (2011年–2017年)
- アッティラ・アスタロス (Attila Asztalos) – ベース (2017-2018)
- ダニエル・スザボ (Dániel Szabó) – ドラム (2017年-2019年)
- セバスチャン・シモン (Szebasztián Simon) – ギター (2017年- 2021年)
- カルマン・オラー (Kálmán Oláh) – ドラム (2019-2022)

## ディスコグラフィ

### スタジオ・アルバム
- Kalyi Jag (2000年)
- I Scream Up to the Sky (2002年)
- Destroy (2004年)
- Instinct (2005年)
- 『アウトキャスト』 - Outcast (2006年)
- What Doesn't Kill Me... (2009年)
- Redemption (2010年)
- en:The Acoustic (2012年)
- Black Flag (2012年)
- Retribution (2014年)
- Aggressor (2015年)
- Fury (2018年)
- Reborn (2021年)
- Vivid Black (2023年)
- Heretic (2025年)

### デモ
- A Romok Alatt (1995年)
- Hangok (1996年)
- Ektomorf (1998年)

### EP
- The Gipsy Way (2010年)

### ライブ・アルバム
- Live And Raw: You Get What You Give (CD+DVD) (2006年)